# Lijst van hofjes in Hoorn
De Noord-Hollandse stad Hoorn kende in het verleden zes hofjes, waarvan er anno 2020 nog vijf over zijn. Het jongste hofje, het Truydemanshof, is in 1953 gebouwd.
| Naam             | Start     | Sluiting       | Straat                      | Aantal woningen             | Bijzonderheden | Afbeelding |
| ---------------- | --------- | -------------- | --------------------------- | --------------------------- | --- | ---------- |
| Sint-Pietershof  | 1614      | Nog in gebruik | Dal 9                       | 42                          | Voormalig klooster en gesticht |            |
| Rozenhofje       | 1900-1901 | Nog in gebruik | Dal 9 en Spoorstraat        | 6                           | Ontworpen door gemeentearchitect Johannes van Reijendam.                                                                                 |            |
| Claes Stapelhof  | 1682      | Nog in gebruik | Munnickenveld 21            | Bij bouw 11, na renovatie 6 | Vrouwenhofje, in eigendom van Hendrick de Keyser. Rijksmonument                                                                          |            |
| Truydemanhof     | 1953      | Nog in gebruik | Commandeur Ravenstraat 49   |                             | Groot hof met gezamenlijke activiteitenkamer. Gemeentelijk monument.                                                                     |            |
| Sint-Jozefhuis   |           | Nog in gebruik | Achterom 15-17              |                             | Voormalig weeshuis, de regentenkamer en regentessenkamer zijn nog aanwezig. Rijksmonument.                                               |            |
| Mennonietenhofje |           | Gesloopt       | Gerritsland tussen 35 en 53 | 3                           | Betrof enkele pandjes in een steeg, maar wel afgesloten van het Gerritsland door middel van een hek, tussen Gerritsland 35 en 53 (foto). |            |